# Chant VII de l'Enfer
Le Chant VII de l'Enfer est le septième chant de l'Enfer de la Divine Comédie du poète florentin Dante Alighieri. Il se déroule dans le quatrième et cinquième cercle, à savoir ou sont punis respectivement les avares et les prodigues et les coléreux et les paresseux ; nous sommes dans la nuit du 8 au 9 avril 1300 (samedi saint), ou selon d'autres commentateurs entre le 25 et le 26 mars 1300.

## Thèmes et contenus

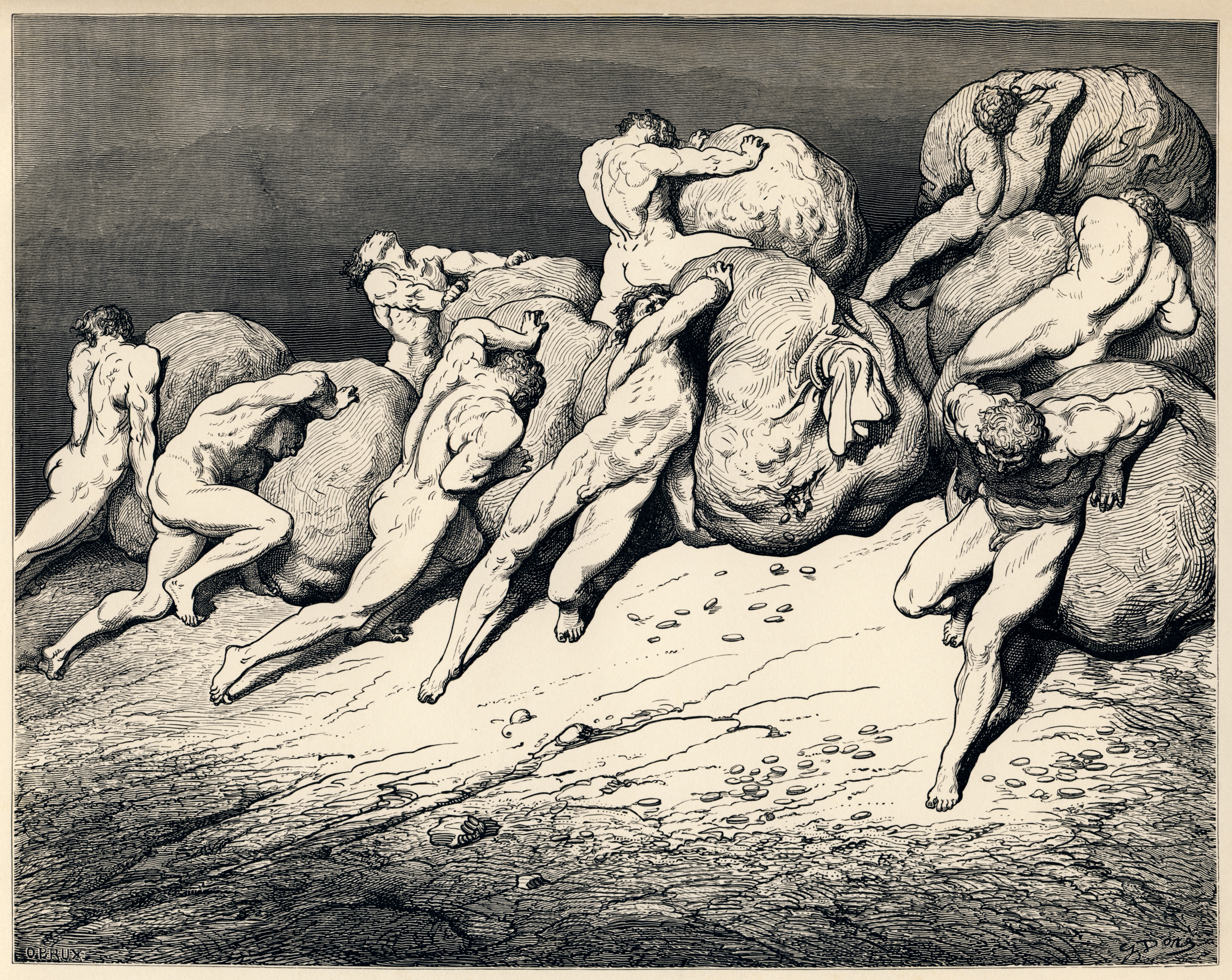
, les Avares et les Prodigues, illustration de Gustave Doré.

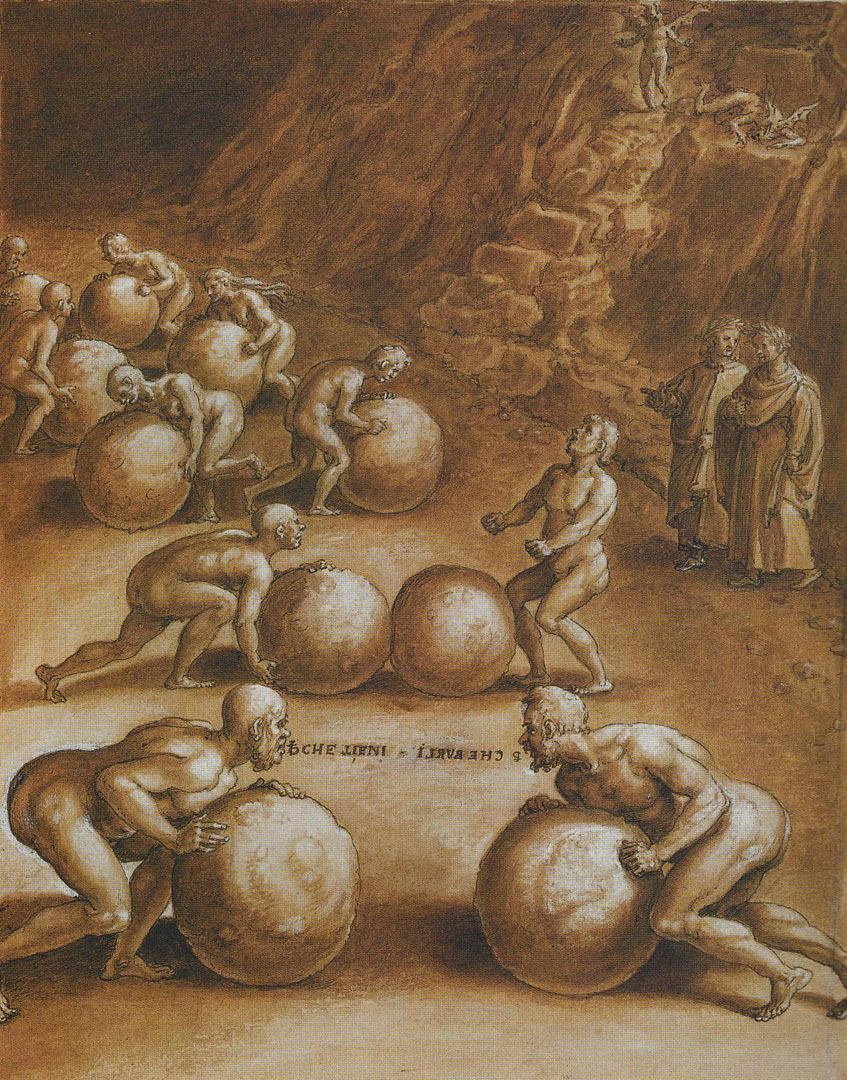
Avares et Prodigues, illustration de Giovanni Stradano (1587).

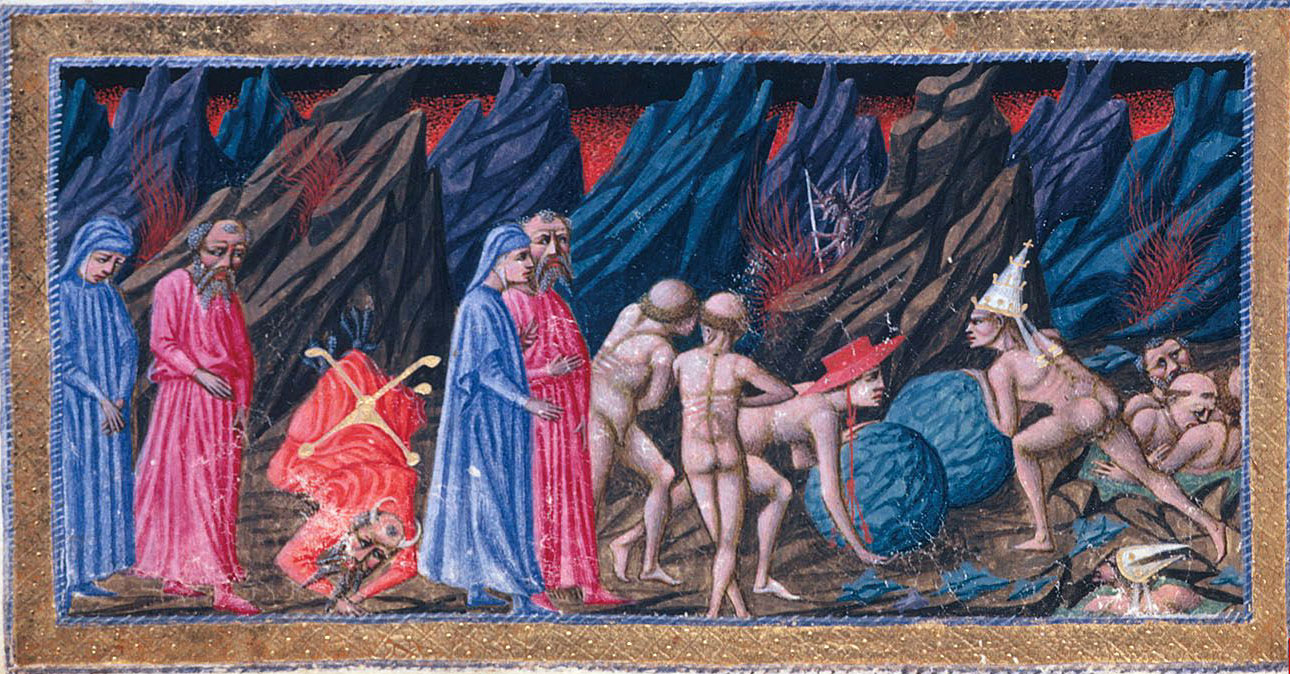
Priamo della Quercia, illustration au

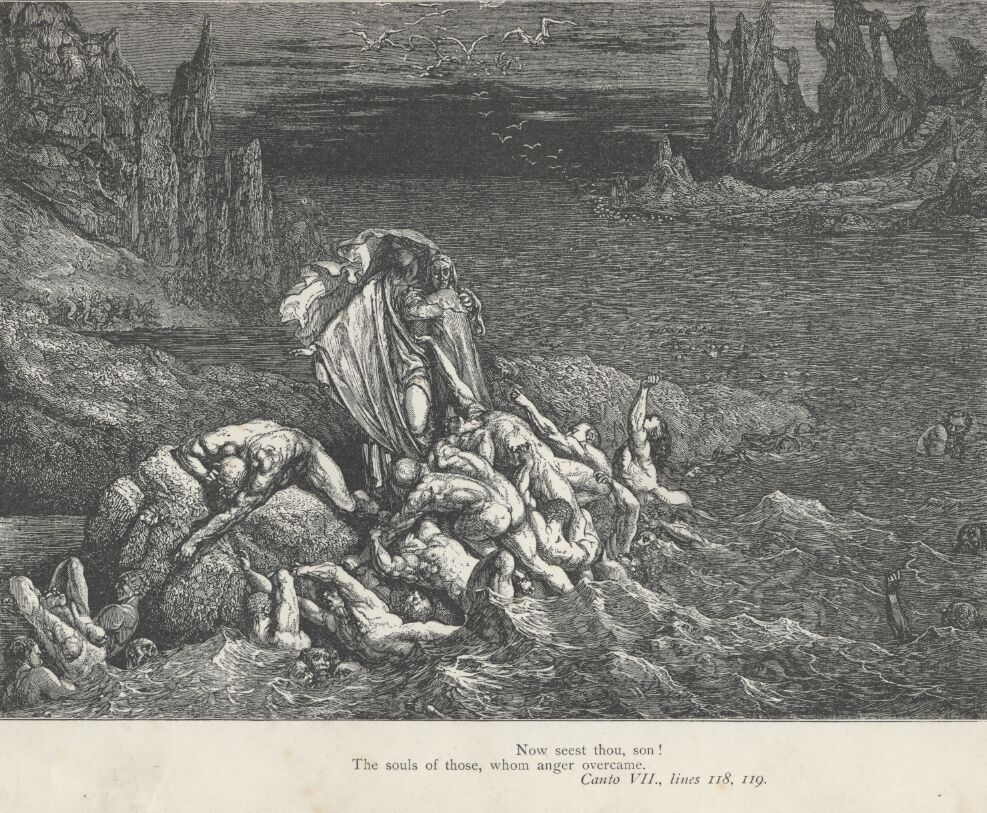
, Les Coléreaux, illustration de Gustave Doré

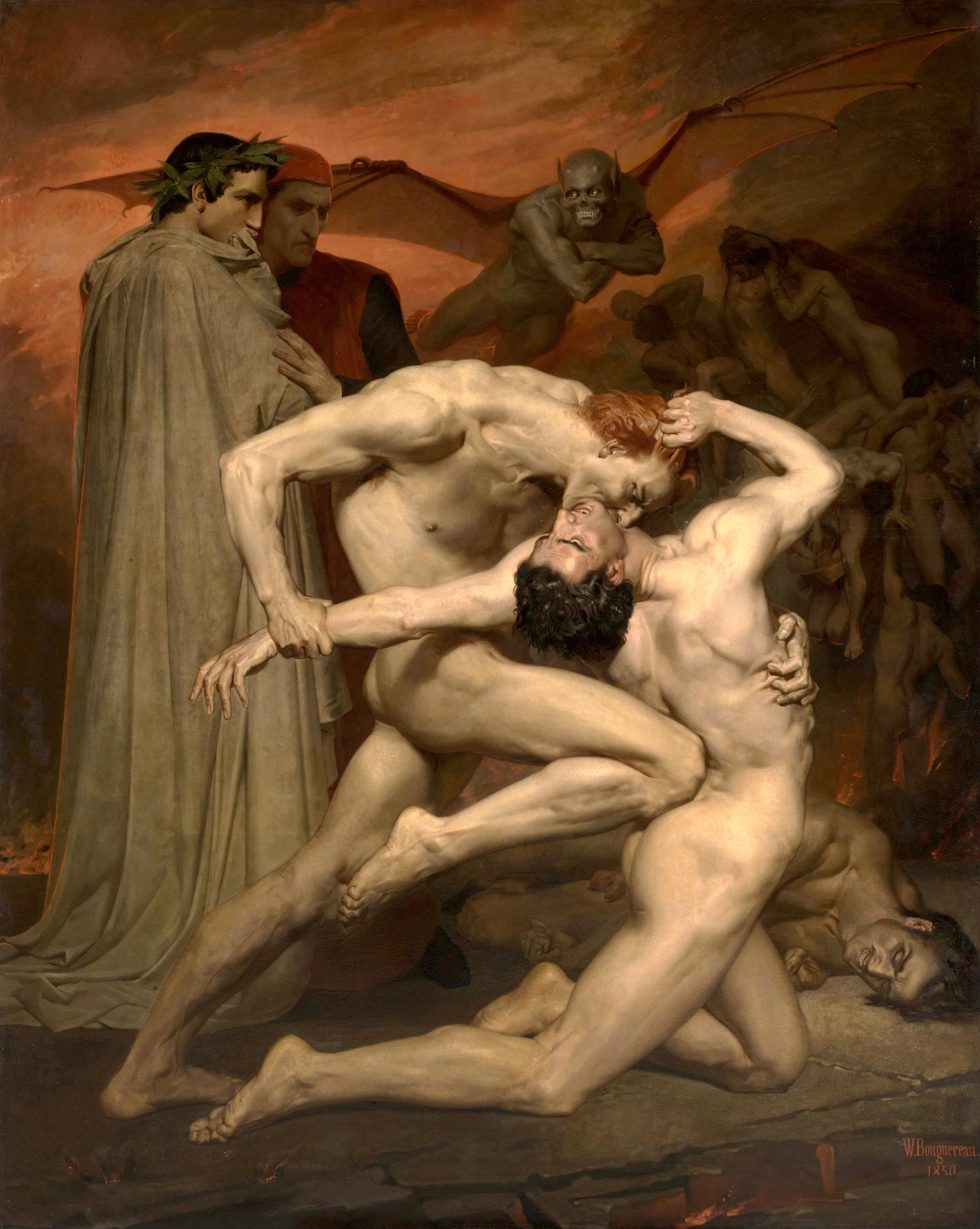
Dante et Virgile en Enfer illustration de William-Adolphe Bouguereau (1850).

### Ploutos: versets 1-15
Le Chant VII commence de manière sinistre avec l'invocation menaçante de Ploutos Pape Satàn, pape Satàn aleppe, interrompue par Virgile qui, après avoir réconforté Dante, lui dit fait taire le monstre avec une variante de Vuolsi così colà dove si puote, en disant  vuolsi ne l'alto là dove Michele fé la vendetta del superbo strupo, en référence à l'expulsion de Lucifer du Paradis par de l'archange Michel. Cette phrase, déjà utilisée deux fois auparavant (avec Charon et avec Minos), le poète ne la fera plus utiliser par Virgile, afin de ne pas diminuer le drame des obstacles infernaux, évitant désormais ce passe-partout paradigmatique. Ploutos est probablement placé ici en tant que dieu païen de la richesse, bien qu'il soit probable que sa figure se soit en quelque sorte superposée, au moins au Moyen Âge, à celle de Pluton, et l'absence d'éléments décrivant ce monstre gardant le quatrième cercle augmente le caractère insaisissable de la question.
Une comparaison clôt l'épisode de Ploutos : comme les voiles gonflées par le vent qui tombent lorsque le mât d'un bateau se brise, la «  cruelle foire » s'est calmée.

### Les Avares et les Prodigues: versets 16-66
Une fois descendu dans la quatrième fosse (« lacca », terme rare issu du latin tardif « laccus » qui signifie fosse, citerne), Dante est presque surpris par ce qu'il voit et s'exclame : « Justice divine ! Mais qui ordonnerait tant de punitions (morales) et de travaux (physiques) toujours étranges et nouveaux ? ». En le paraphrasant très approximativement en mots réels, l'invocation pourrait ressembler à « Personne ne serait plus imaginatif que la justice divine dans l'organisation et l'attribution des punitions ». À une phrase peut-être un peu « frivole », Dante ajoute immédiatement une note de reproche : « Et pourquoi nous, les humains, nous réduisons-nous aux fautes qui mènent à la damnation ? ». Suit une comparaison qui introduit le châtiment des damnés : de même que les vagues devant Charybde (dans le détroit de Messine) se heurtent à celles qui viennent de la mer opposée (puisque la mer Tyrrhénienne et la mer Ionienne se rejoignent à cet endroit), de même ici les gens semblaient pris dans une danse (« riddi » de riddare, c'est-à-dire danser, une danse dans laquelle de nombreuses personnes tournent en cercle).
Après avoir remarqué le nombre important de personnes, Dante commence à décrire leur punition : ils poussent des poids avec leur poitrine autour de la circonférence du cercle, mais pas en cercle ; un groupe occupe un demi-cercle et l'autre groupe un autre, et ils tournent de façon à se heurter à deux points extrêmes diamétralement opposés. À ces moments-là, ils s'insultent mutuellement en disant « Pourquoi gardes-tu ?, Pourquoi te moques-tu (c'est-à-dire gaspilles-tu) ? », puis ils se retournent et refont le demi-cercle dans le sens opposé.
Dante ne demande pas de quels pécheurs il s'agit, peut-être l'a-t-il deviné à leur cri, mais se tournant vers Virgile, il demande si tous les gens avec des clercs, qu'il voit à gauche, sont des clercs, c'est-à-dire des prélats. Virgile confirme qu'il s'agit d'ecclésiastiques, de papes et de cardinaux qui se sont rendus coupables du péché d'avarice ; ceux de droite sont ceux qui ont dépensé sans mesure.
Traditionnellement, ces pécheurs sont appelés les misérables et les prodigues. Pour la première fois, deux péchés similaires mais opposés sont punis en Enfer dans un même cercle, lié à l'incontinence de ceux qui ont péché par « trop ou trop peu », en l'occurrence dans les dépenses. Jusqu'à présent, en effet, Dante n'avait pas rencontré de cas de péchés qui sont « punissables par défaut  » : l'absence de luxure est en effet la chasteté, un comportement qui, dans la doctrine chrétienne, est assimilé à la sainteté et à la discipline religieuse, tandis qu'au Moyen Âge, il n'y avait pas de contrepoids pour la gourmandise.
Habituellement, chez Dante les noms des péchés et des pécheurs sont conventionnels, puisqu'ils ne sont pas mentionnés par le poète mais par des critiques ultérieurs. Cela est vrai pour les prodigues, mais dans le cas des misérables, il mentionne explicitement le péché d'avarice (verset 48). Quoi qu'il en soit, le sens du péché est plus large que le sens communément attribué a nos jours à ce mot : il ne s'agit pas seulement de la pingrerie, mais de l'avidité, de la rapacité de l'argent, de la richesse et du pouvoir en général. Ce péché, selon Dante, est l'un des plus grands maux de son époque et est typique des hommes d'église (versets 46-48), mais beaucoup de gens en souffrent : dans le Chant VI, il est par exemple indiqué par Ciacco comme l'une des trois causes du malheur de Florence, tandis que l'avarice est généralement symbolisée par la louve du Chant I. Ici, cependant, Dante assimile l'avarice à la catégorie entière des hommes d'église, comme le péché caractérisant la plupart de ces hommes religieux. Une accusation aussi directe et grave a pu être formulée par le poète du haut de la fermeté de sa foi religieuse et conformément à la haute considération qu'il avait pour la mission sacerdotale. Après tout, dans le Chant XI du Paradis, il exalte l'amour de saint François d'Assise pour la pauvreté, célébrée comme la vertu chrétienne suprême.
La prodigalité doit être comprise comme le péché d'incontinence, c'est-à-dire de ceux qui con misura nullo spendio ferci (verset 42), c'est-à-dire qui ne dépensent jamais avec mesure : ce sont les accumulateurs de biens, les « consuméristes » dirions-nous aujourd'hui, à distinguer des « scialaquatori », les dilapidateurs de richesses et les violents contre leurs propres biens, que Dante place dans le deuxième cercle du septième cercle avec les suicidés. Quant à savoir pourquoi le poète choisit comme symbole de leur péché le crâne rasé, qu'ils arboreront au moment de la résurrection (verset 57), peut-être une référence à un passage de saint Ambroise, qui dit que « se raser les cheveux, c'est comme couper de ses pensées les choses mondaines et superflues ».
Le contrapasso de ces damnés n'est pas très clair, cependant on peut l'interpréter par analogie comme provenant du fait qu'ils se sont laissés dépasser par les biens terrestres auxquels ils accordaient la plus grande priorité dans la vie : Ici ils sont  obligés à la ronde futile de tas de matière inerte en perpétuel mouvement, symbole de la vaine futilité de leurs actions.
Dante demande à Virgile s'il peut reconnaître l'un de ces pécheurs (comme il l'avait fait dans les cercles précédents), mais son maître l'informe de l'impossibilité de le faire, tant il est vrai que ces esprits sont « obscurcis  » en contrepoint de leur « vie ignorante  », c'est-à-dire de leur vie insensée (la connaissance est utilisée comme synonyme de mesure (voir Convivio Livre 3, XV 9).

### La Fortune: versets 67-99
Une citation de Virgile sur le caractère éphémère (la corta buffa, littéralement la « courte rafale ») des biens matériels liés à la fortune, pour lesquels l'homme se bat, introduit le thème de la fortune. Dante demande qui est cette entité qui tient dans ses mains les biens du monde et Virgile lui fournit une explication qui associe la fortune aux autres entités célestes qui déplacent les cieux : elle a le devoir de déplacer les biens terrestres et son jugement est « occulte », impénétrable, comme les petits serpents (l'angue, verset 84) qui se glissent cachés dans l'herbe. Beaucoup la maudissent, alors qu'ils devraient la remercier, mais c'est une créature béate et n'entend pas ces imprécations : elle est avec les autres créatures célestes, tournant dans sa joyeuse sphère et jouissant béatement de sa condition.
Ce passage est un exemple précoce de poème didactique et doctrinal, qui deviendra beaucoup plus fréquent dans les Cantiques ultérieurs.
Avant de poursuivre le voyage, Virgile fait remarquer que les étoiles se couchent depuis leur départ (de la « forêt sombre »), il est donc environ minuit.

### Le Marais du Styx et les Hommes courroucés: versets 100-130
Pour la première fois dans ce Chant, nous trouvons une rupture dans le schéma cercle-chanson, c'est-à-dire que la segmentation poétique ne correspond plus à celle des cercles infernaux. En effet, nous arrivons immédiatement au cercle suivant, où les deux poètes rencontrent une source d'où jaillissent des eaux noires bouillonnantes qui alimentent le marais du Styx, un fleuve déjà mentionné par Virgile dans l'Énéide.
Dante y voit des personnes nues plongées dans le bourbier, saisies d'une fureur qui les fait se frapper avec tout leur corps : mains, pieds, tête et dents. Virgile ne tarde pas à préciser qu'il s'agit des « âmes de ceux dont la colère a triomphé », mais même sous l'eau, le marais est rempli de damnés, de paresseux ou d'« amers courroucés », ceux qui ont couvé leur colère en eux-mêmes et font maintenant bouillir le marais de leurs tristes pensées.
Certains critiques soutiendraient que d'autres pécheurs qui ne trouvent pas de punition ailleurs, comme les orgueilleux et les envieux, se cachent également dans le marais, mais rien ne vient étayer cette hypothèse. Il convient toutefois de souligner que, dans l'Enfer, Dante suit la partition des pécheurs d'Aristote (donc pas selon le schéma des sept péchés capitaux auquel appartiennent l'orgueil et l'envie), tandis qu'il suit la discipline chrétienne en structurant les pécheurs au Purgatoire.
En marchant, les deux poètes arrivent au pied d'une tour, au point où le Chant s'arrête. Le Chant VIII s'ouvre au contraire alors que Dante et Virgile ne sont pas encore sous la tour. Il y a donc un décalage chronologique entre la fin du septième Chant et le début du huitième.
Deux hypothèses sont les plus crédibles : selon Boccace, Dante aurait écrit les sept premiers Chants de son œuvre alors qu'il était encore à Florence avant d'être envoyé en exil et se serait fait envoyer les premiers Chants après son exil ; une autre hypothèse est que Dante aurait écrit les sept premiers Chants du Cantique en latin. Après avoir été envoyé en exil, il aurait procédé à la traduction des Chants et ainsi produit cet anachronisme dans leur chronologie.